# Catterick
Catterick is een civil parish in het bestuurlijke gebied Richmondshire, in het Engelse graafschap North Yorkshire met 3155 inwoners.

## Geboren
- Alistair Petrie (30 september 1970), acteur